# Андська складчастість
Андська складчастість (рос. андская (андийская) складчатость; англ. Andean folding; нім. andische Faltung f) — одна з епох мезозойської складчастості, яка виявилася в Андах Південної Америки.